# Turek (Mazovie)
Pour les articles homonymes, voir Turek.
Turek (prononciation : [ˈturɛk]) est un village polonais de la gmina de Jakubów dans le powiat de Mińsk de la voïvodie de Mazovie dans le centre-est de la Pologne.
Il se situe à environ 9 kilomètres au nord-est de Jakubów (siège de la gmina), 17 kilomètres au nord-est de Mińsk Mazowiecki (siège du powiat) et à 53 kilomètres à l'est de Varsovie (capitale de la Pologne).

## Histoire
De 1975 à 1998, le village appartenait administrativement à la voïvodie de Siedlce.